# Harbor City (Los Ángeles)
Harbor City (Ciudad del Puerto) es una comunidad del Distrito 15 de la ciudad de Los Ángeles, en el estado de California, Estados Unidos.

## Contexto
La Ciudad del Puerto es una pequeña subdivisión de la ciudad de Los Ángeles, con una gran mezcla de razas, clases y estratos sociales. En el año 2000 tenía 24.640 habitantes.

## Límites
Los municipios vecinos de la Ciudad del Puerto están ubicados de la siguiente manera: Al Oeste Lomita, al Este Wilmington, al Norte Torrance, al Sur San Pedro, (parte del distrito 15, al igual que Wilmington). La Ciudad del Puerto está ubicada al pie de la rica región de Palos Verdes.

## Historia
La Ciudad del Puerto fue en su origen parte del Rancho San Pedro, que fue adjudicado por el Imperio español en 1784, durante el reinado de Carlos III a Juan José Domínguez.
Este Rancho fue vendido y dividido por Californios y después de la Guerra México-Americana, que finalizó en 1848, muchas de las tierras fueron adquiridas por inmigrantes angloamericanos. Alrededor de 1900 la Ciudad de Los Ángeles planeó la anexión de San Pedro y Wilmington, de modo que también el puerto perteneciera a la ciudad.
Cuando las dos ciudades no quisieron incorporarse, la ciudad de Los Ángeles compró una extensión larga y estrecha que la conectó hacia el sur con la bahía de San Pedro. Los líderes de la ciudad de Los Ángeles amenazaron con construir un nuevo puerto en Harbor City si San Pedro y Wilmington resistían a no anexarse. Ambas ciudades entraron en acuerdo en 1909. A cambio la ciudad de Los Ángeles eligió mantener a Harbor City (Ciudad del Puerto) como parte de la ciudad de Los Ángeles, uniendo así la metrópoli a sus nuevos centros de comercio oceánico.
Así el nombre de Ciudad del Puerto (Harbor City) continúa siendo una ironía: no es ciudad y no tiene puerto.